# Kalibo
Kalibo ist eine philippinische Stadtgemeinde in der Provinz Aklan im Nordwesten der Insel Panay. Kalibo ist Sitz der Provinzregierung der Provinz Aklan. Südöstlich der Gemeinde dehnen sich die Kalibo-Feuchtgebiete aus.

## Geschichte
Von der Zeit der spanischen Kolonialverwaltung bis zur Einführung der Nationalsprache Filipino im Jahre 1946, war die Schreibweise des Ortsnamens Calivo.
Der Name leitet sich vom Aklanon Begriff sangka libo (Deutsch: eintausend) ab, der Zahl der Einheimischen, die der ersten katholischen Messe beiwohnten. Nach dieser allerersten Messe wurde jährlich zur Erinnerung an dieses Ereignis das Ati-atihan Festival veranstaltet.

## Wirtschaft und Infrastruktur
Den bedeutendsten Wirtschaftszweig bildet die Landwirtschaft. Die wichtigsten landwirtschaftliche Erzeugnisse sind Reis und Kokosnüsse. Kalibo ist außerdem ein Zentrum der Piña-Textilindustrie. Textilien aus Piña und Abacá werden in zahlreiche Weltregionen exportiert, insbesondere nach Nordamerika. Handtaschen aus Buriblättern, von Einheimischen hergestellt, sind vor allem bei Touristinnen beliebt.

### Verkehr
Der nächstgelegene internationale Flughafen ist der Kalibo Airport und wird von Cebu Pacific und Airphil Express mit den Routen nach Manila und Cebu City bedient. Zest Airways bedient außer Manila die internationalen Routen nach Shanghai, Seoul-Incheon, Busan, Chengdu und Taipeh. Da Zest Airways nicht mehr den Godofredo P. Ramos Airport in Catlican bedient, werden Touristen mit Ziel Boracay über Kalibo geschleust, die Transferzeit zu der Urlaubsinsel beträgt ca. 2 Stunden.
Die nächsten Häfen sind in New Washington und Dumaguit an der Nordspitze von Aklan.
Die nächstgelegenen Städte sind Roxas City in der Provinz Capiz und Iloilo City in der Provinz Iloilo. Beide sind mit Bussen und Minivans zu erreichen.
Das wichtigste öffentliche Verkehrsmittel für kurze Strecken ist das Tricycle.

## Politik
Kalibo ist eine philippinische Stadtgemeinde der ersten Einkommensklasse. Bürgermeister ist William S. Lachica (Stand 2014).

### Baranggays
Kalibo ist politisch unterteilt in 16 Baranggays.
| - Andagao - Bachao Norte - Bachao Sur - Briones - Buswang New - Buswang Old - Caano - Estancia | - Linabuan Norte - Mabilo - Mobo - Nalook - Poblacion - Pook - Tigayon - Tinigao |

## Regelmäßige Veranstaltungen

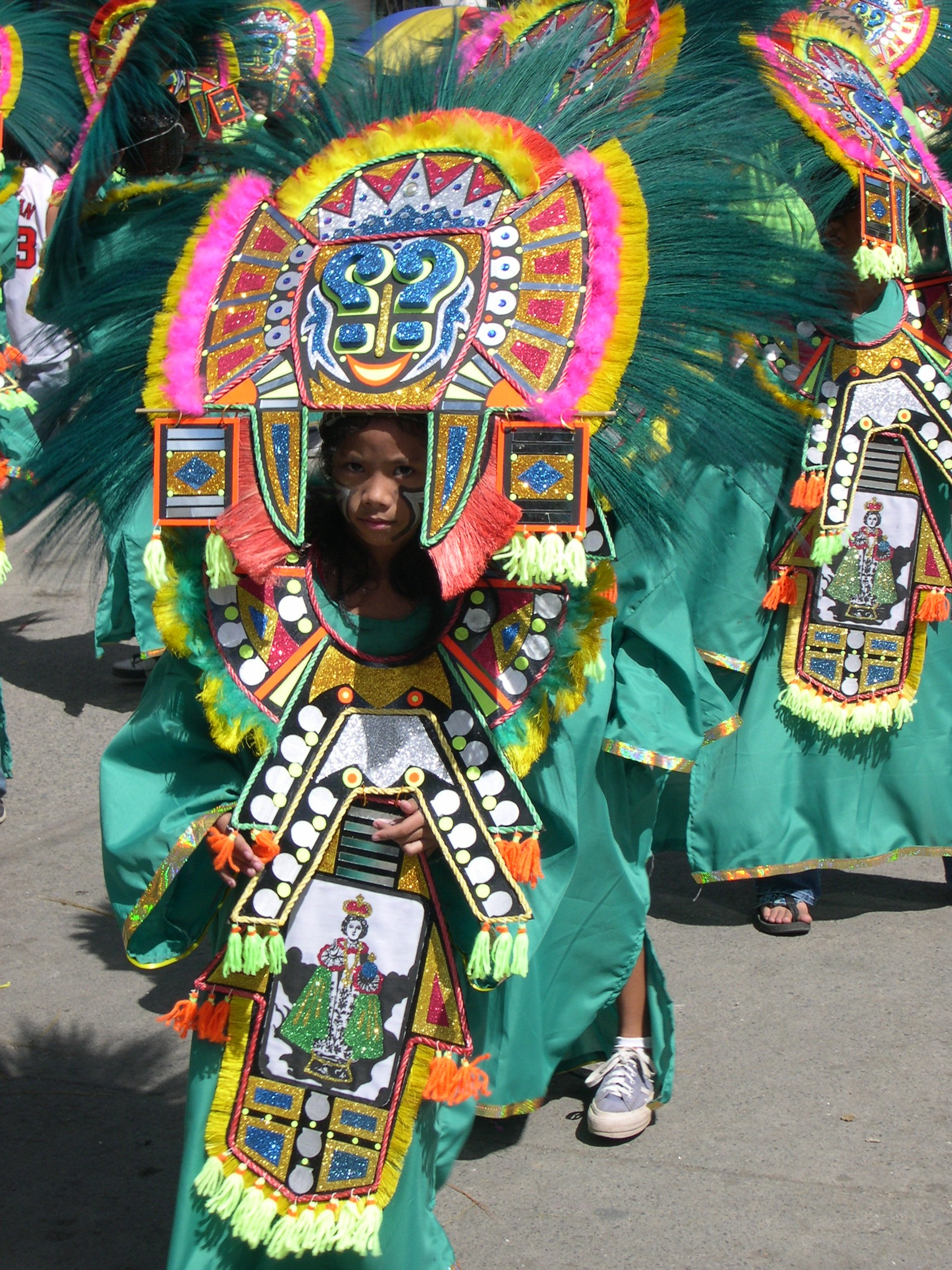
Ati-Atihan Festival (2007)

Kalibo ist bekannt für das Ati-atihan Festival, das üblicherweise an jedem dritten Sonntag im Januar stattfindet.

## Öffentliche Einrichtungen

### Bildung
Weiterführende Berufsbildungseinrichtungen in Kalibo
| - Aklan State University - School of Industrial Technology - Aklan Catholic College - Aklan Polytechnic Institute - AMA Computer Learning Center of Aklan - Aklan Technical and Fashion School - Central Panay College of Science and Technology - Garcia College of Technology - JAVTES College - Northwestern Visayan Colleges - Panay Technological College - Saint Gabriel College - San Lorenzo College of Kalibo - STI College of Kalibo - Verde Grande Culinary School |

Highschools in Kalibo
| - Regional Science High School for Western Visayas - Aklan National High School of Arts and Trades - Aklan Catholic College High School - Aklan Polytechnic Institute High School - Aklan Academy - Aklan Technical and Fashion School - Aklan Valley High School - Central Panay College of Science and Technology High School - Dela Cruz of Institute of Business and Industry - Infant Jesus Academy (IJA) (High School) - Infant Jesus School (High School) - JAVTES High School - Kalibo Institute - Linabuan National High School - Nalook National High School - Northwestern Visayan Colleges High School - Panay Technological College High School - Saint Anne Montessori School (High School) - Saint Gabriel College High School Department |

Grund- und Vorschulen in Kalibo
| - Aklan Catholic College Elementary and Pre-Schools - Aklan Learning Center - Central Panay College of Science and Technology (Elementary and Pre-Schools) - Holy Child Nursery and Kindergarten School - Infant Jesus Academy (Elementary and Pre-School) - Infant Jesus School (Elementary and Pre-School) - NVC Pre School and Learning Center - Saint Anne Montessori School (Elementary and Pre-School) - Star Glow Learning Center - Sun Yat Sen School of Kalibo - Wadeford School (PAREF Assisted School) - Kalibo Pilot Elementary School - Kalibo Elementary School - Andagao Elementary School - Mobo Elementary School - Bakhaw-Old Buswang Elementary School - Pook Elementary School - Nalook Elementary School - Tinigao Elementary School - Linabuan Elementary School - New Buswang Elementary School - Christ our Lord School - Maranatha Christian School |

### Krankenhäuser
- Dr.Rafael S.Tumbukon Memorial Hospital
- Aklan Cooperative Mission Hospital
- Saint Jude Hospital
- Saint Gabriel Hospital
- Panay Medicare Hospital

## Söhne und Töchter
- Gabriel Villaruz Reyes (* 1941), katholischer Geistlicher, Altbischof von Antipolo